# Stiftgedicht
Een stiftgedicht is een gedicht dat niet ontstaat door te schrijven maar door te schrappen. Men "schrijft" een stiftgedicht door met een merkstift in een bestaande gedrukte tekst, meestal krantenartikels of een bladzijde uit een oud boek, woorden of delen van woorden te schrappen tot wat overblijft een gedicht vormt, dat niets meer met de oorspronkelijke tekst te maken hoeft te hebben.

## Oorsprong
Deze poëzievorm is een idee van de Amerikaanse schrijver Austin Kleon, die ze "Newspaper Blackout Poems" noemt. Hij publiceerde ze op zijn website en een bundel ervan verscheen in april 2010 onder de titel Newspaper Blackout.
Eerder publiceerde Elisabeth Tonnard "Let us go then, you and I (T.S. tipp-exed)" Acquoy, The Netherlands, 2003. ISBN 90 807884 1 4.

## België en Nederland
Austin Kleons werk inspireerde Dimitri Antonissen, chef nieuws bij de krant Het Laatste Nieuws, die de eerste Belgische "stiftdichter" werd. Hij publiceerde een eerste bundel in april 2009 onder de titel Schrap me.
In Nederland maakt Dennis Gaens, vanaf januari 2011 stadsdichter van Nijmegen, ook stiftgedichten.
Het principe van de stiftgedichten is ook opgepikt als hulpmiddel bij taalonderwijs.